# Gusla, Șumen
Gusla (în bulgară Гусла) este un sat în comuna Kaolinovo, regiunea Șumen,  Bulgaria. 

## Demografie
Componența etnică a satului Gusla
     Turci (99,02%)
     Nicio identificare (0,97%)
     Altele (0,97%)
La recensământul din 2011, populația satului Gusla era de 614 locuitori. Din punct de vedere etnic, majoritatea locuitorilor (99,02%) erau turci. Pentru 0,97% din locuitori nu este cunoscută apartenența etnică.